# Museo dei paleoambienti sulcitani Edouard Alfred Martel
Il Museo dei paleoambienti sulcitani Edouard Alfred Martel (Museo PAS) di Carbonia è uno dei più importanti musei paleontologici presenti in Sardegna, per varietà, rilevanza scientifica e numero dei reperti presenti.
Intitolato allo speleologo francese Édouard-Alfred Martel, il museo è ospitato all'interno della miniera di Serbariu, nei locali appositamente restaurati che in origine ospitavano le officine meccaniche dell'ex sito minerario.

## Storia

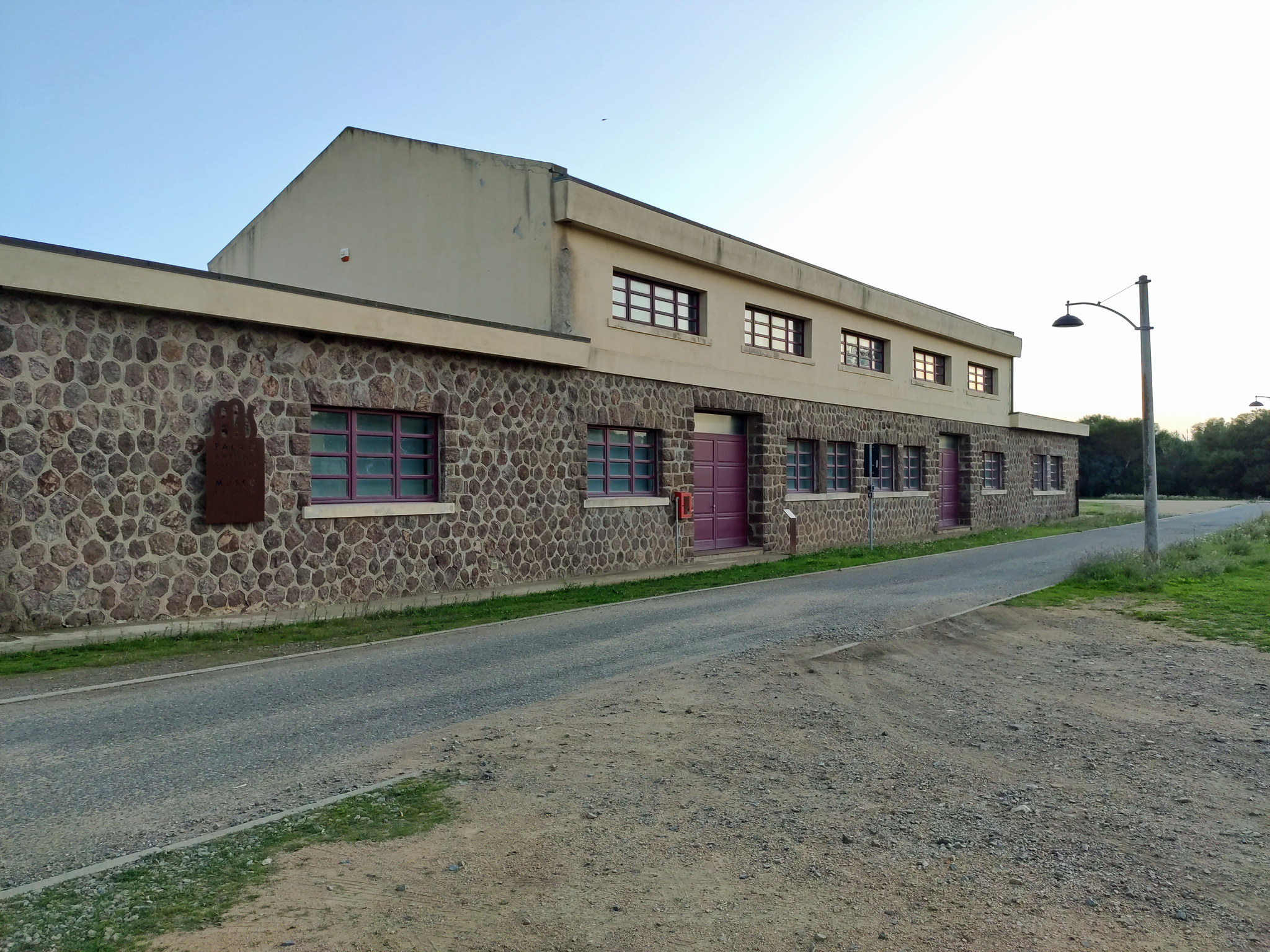
La sede del museo, ospitato dal 2009 nei locali delle ex officine della miniera di Serbariu

Il museo è stato fondato nel 1972 dal Gruppo Ricerche Speleologiche Edouard Alfred Martel di Carbonia ed è divenuto museo civico nel 1996 in seguito alla donazione in comodato d'uso delle collezioni al Comune di Carbonia. Per la nuova sede sono stati appositamente riconvertiti e restaurati alcuni ambienti delle ex officine meccaniche della Grande Miniera di Serbariu. L'inaugurazione della nuova sede espositiva è avvenuta il 2 giugno 2009.

## Collezioni
La superficie totale è di circa 1740 mq, dei quali circa 1050 mq destinati al percorso espositivo e alle attività didattiche. I reperti esposti, provenienti salvo rare eccezioni dalla Sardegna sud occidentale, consentono di ricostruire la storia geologica del Sulcis e dell'Iglesiente partendo dal Cambriano inferiore per giungere seguendo le varie ere geologiche al Quaternario marino e terrestre.

### Paleozoico
Tra i fossili più antichi rinvenibili in Italia, risalenti al Cambriano, è possibile ammirare le stromatoliti del Gruppo di Gonnesa, alcuni esemplari di trilobiti del Gruppo di Nebida (appartenenti al genere Dolerolenus) e del Gruppo di Iglesias, degli icnofossili e dei brachiopodi inarticolati. All'Ordoviciano risalgono i cistoidi, altri trilobiti, i crinoidi, i bivalvi, i brachiopodi e i briozoi provenienti per la maggior parte dagli affioramenti della Formazione di Portixeddu. Il pezzo probabilmente più significativo risalente all'Ordoviciano è una lastra contenente i resti di numerosi esemplari di Tariccoia Arrusensis, un artropode marino della Formazione di Monte Argentu, rinvenibile a livello mondiale solo nei pressi di Fluminimaggiore. Da segnalare anche il graptolite Rhadinopora dell'Ordoviciano inferiore. Tra i resti fossili del Siluriano invece si possono ammirare quelli appartenenti a molluschi nautiloidi ortoceratidi e a bivalvi della Formazione di Fluminimaggiore, cui seguono i graptoliti monograptidi. Tra i fossili del Devoniano vi sono le loboliti, che consentivano agli scyphocrinites, un gruppo estinto di crinoidi, di fluttuare nell'acqua; e vi sono ancora dei resti di trilobiti. Il Carbonifero invece è rappresentato soprattutto da numerosi resti di piante (ad esempio di Annularia e calamostachys), provenienti dal Bacino di San Giorgio di Iglesias. Dal Bacino di San Giorgio provengono anche due pezzi molto importanti: si tratta dei resti ben conservati di un aracnide, cioè di un ragno, e di un artropode gigante l'Arthropleura. Anche il Permiano è di tipo terrestre. In questo caso i numerosi resti di flora provengono dalla località di Guardia Pisano (ubicata non lontano da Gonnesa) e sono costituiti per la gran parte dai resti di tronchi appartenenti in origine a piante simili alle attuali araucarie.

### Mesozoico
Il Mesozoico è meno rappresentato nelle collezioni del museo rispetto al Paleozoico. Il pezzo più significativo è in realtà una copia a grandezza naturale di un dinosauro che però non è di provenienza sarda.

### Cenozoico
All'Eocene risalgono i resti fossili di palme del genere Sabal, a testimonianza di un clima più caldo di quello attuale.
Tra i fossili più rappresentativi del Cenozoico bisogna senz'altro menzionare anche i resti di mammiferi (di cervidi, di proboscidati, di primati, di lagomorfi), le impronte fossili di un cervide e i fossili marini del Tirreniano, appartenenti alla cosiddetta fauna senegalese, tra i quali il più rilevante è senz'altro il Persististrombus latus.